# Lawa (film)
Lawa, nadtytuł: Opowieść o „Dziadach” Adama Mickiewicza – polski dramat filmowy z 1989 roku w reżyserii Tadeusza Konwickiego.

## Tytuł
Tytuł Lawa jest odwołaniem do słów wypowiedzianych w III części dramatu Dziady (1832) Adama Mickiewicza przez młodego patriotę Piotra Wysockiego (scena „Salon warszawski”):
Nasz naród jak lawa,
Z wierzchu zimna i twarda, sucha i plugawa,
Lecz wewnętrznego ognia sto lat nie wyziębi;
Plwajmy na tę skorupę i zstąpmy do głębi.
Słowa te są poetycką metaforą postaw charakterystycznych dla narodu polskiego w okresie zaborów. Jedna jego część, wywodząca się głównie z elit, to ugodowcy i oportuniści pogodzeni z rosyjską dominacją, służalcy cara i jego namiestników oraz zwykli zdrajcy: to właśnie zimna, plugawa skorupa. „Gorąca lawa” to większość Polaków – nastawionych patriotycznie, oczekujących wyzwolenia spod jarzma okupanta.

## Treść
Wydarzenia mają miejsce na początku XIX w. głównie w Warszawie i Wilnie.
Początek akcji rozgrywa się w przeddzień święta Wszystkich Świętych i przedchrześcijańskich, nocnych obrzędów dziadów. W starym dworku na Litwie pojawia się widmo poety, który wspomina dawną miłość do Maryli i czasy wileńskiej konspiracji, polskich patriotów spiskujących przeciw rosyjskiemu ciemięzcy. Na cmentarzu rozpoczyna się obrzęd dziadów. Prowadzi je guślarz (w tej roli kobieta, Maja Komorowska), przywołując dusze zmarłych. Zjawiają się widma pana, dziewczyny, dzieci. Nie mogą znaleźć spokoju po śmierci, błąkają się po świecie. Wśród uczestników guseł jest też Gustaw.
Akcja filmu przenosi się w przeszłość, kolejno w różne miejsca. W Wilnie trwają aresztowania młodych konspiratorów. Gustaw pojawia się w domu unickiego księdza, który rozpoznaje w nim swego przybranego syna. Opowiada duchownemu historię swej nieszczęśliwej miłości. Na Zamek Królewski w Warszawie zjeżdżają goście zaproszeni na bal wydany przez senatora rosyjskiego Nowosilcowa (postać wzorowana na Nikołaju Nowosilcowie, carskim rusyfikatorze, który przyczynił się do rozbicia wileńskiego środowiska Filomatów i Filaretów). Senator w koszmarnym pijackim śnie widzi cara, u którego popada w niełaskę, śnią mu się też diabły walczące o jego duszę.
Gustaw w celi więziennej zmienia imię na Konrada. Świadkiem przemiany bohatera jest widmo poety. Do celi przychodzą inni więźniowie–konspiratorzy. Za chwilę kamera przemierza salon na Zamku Królewskim, gdzie grupa patriotów stoi na uboczu i dyskutuje o sprawach narodowych. Jeden z nich, przybysz z Wilna, przedstawia zebranym historię aresztowania i męki konspiratora Cichockiego. Opowieści przysłuchuje się poeta. Pozostali goście salonu zajęci są wspomnieniami z balu i plotkami towarzyskimi.
W wileńskiej celi Konrada więźniowie rozmawiają o procesie za działalność spiskową. Jeden z nich, Jankowski, śpiewa pieśń z bluźnierczym refrenem: Jezus, Maryja! Sobolewski dzieli się opowieścią o kibitkach wywożących Polaków na Sybir.
Samotny Konrad rozpoczyna w celi Wielką improwizację. Zjawia się poeta i kontynuuje jego monolog. W poczuciu swego szczególnego posłannictwa stawia się na równi z Bogiem, żąda od niego władzy nad duszami. Jego postawa ma cechy mesjanistyczne i prometejskie. Słowa Konrada są ilustrowane obrazami martyrologii narodu w czasach II wojny światowej (zbrodnia katyńska, Auschwitz-Birkenau, powstanie warszawskie).
Do celi przychodzi ksiądz Piotr wraz z kapralem. Odprawia egzorcyzmy nad omdlałym Konradem i modli się za cierpiące dzieci polskie. Ma też widzenie dotyczące przyszłości ojczyzny. W kolejnej scenie towarzyszy pani Rollisonowej w staraniach o spotkanie z Nowosilcowem. Kobieta chce u senatora wybłagać zwolnienie uwięzionego syna. Pani Rollison nie uzyskuje audiencji, zamiast tego dochodzi do przesłuchania i lżenia księdza Piotra. Przepowiada on śmierć doktorowi i Pelikanowi – sługusom carskiego namiestnika.
Trwa senatorski bal. Zabawę przerywa wiadomość o samobójczej śmierci młodego Rollisona w klasztorze Dominikanów, chwilę później śmierć od uderzenia pioruna dosięga doktora. Konrad jest prowadzony na przesłuchanie, ksiądz Piotr przepowiada mu zesłanie.
Zbliża się poranek, kończy się uroczystość dziadów na cmentarzu. Guślarz i Maryla widzą carskie kibitki wiozące zesłańców, wśród których jest Konrad, a także poeta ze śladem kuli na czole.

## Realizacja
Film Tadeusza Konwickiego jest pierwszą adaptacją filmową Dziadów – cyklu dramatów romantycznych Adama Mickiewicza. Oprócz podjęcia wątków literackich, na czele z ideami romantycznymi i walką narodowowyzwoleńczą z rosyjskim zaborcą, reżyser wkomponował w strukturę filmu motywy związane z XX-wieczną historią Polski: czasami II wojny światowej oraz powojennymi (panorama Warszawy z Pałacem Kultury i Nauki, tłumy Polaków podczas spotkania z papieżem Janem Pawłem II). Pojawiają się też fragmenty Polskiej Kroniki Filmowej oraz filmu Lotna w reż. Andrzeja Wajdy. Scena początkowa została nakręcona 1 listopada 1988 roku, w dniu Wszystkich Świętych, na cmentarzu Powązkowskim w Warszawie.
W zrealizowanej u schyłku komunizmu Lawie można doszukać się nawiązań do sytuacji Polski po II wojnie światowej i zależności od Związku Radzieckiego: „Polska od pół wieku przedstawia z jednej strony widok tak ciągłego, niezmordowanego i nieubłaganego okrucieństwa tyranów, z drugiej tak nieograniczonego poświęcenia się ludu i tak uporczywej wytrwałości jakich nie było przykładu od czasu prześladowania chrześcijaństwa” – te użyte na początku filmu słowa odnosił Mickiewicz do czasów rozbiorów, u Konwickiego zyskały jednak nowe znaczenie.
"Nie zależy mi na tym, aby na nowo uaktywniać to wszystko, co niesie nasza tradycja romantyczna. Ale nie chciałbym jej dezawuować. (...) Ekranizacja Dziadów, na którą czeka się u nas od dawna, powinna, jeśli to możliwe, przedstawić nasz portret duchowy. Albo lepiej: powinna być testem, który wykaże, jak wyglądamy, kim naprawdę jesteśmy” – mówił Konwicki po nakręceniu filmu.
W roli Konrada-Gustawa, głównej postaci dramatu Mickiewicza, reżyser obsadził dwóch aktorów. Młodego konspiratora, uwięzionego za walkę o wolność Ojczyzny zagrał Artur Żmijewski, wówczas student warszawskiej PWST. Gustaw Holoubek pokazał Konrada jako dojrzałego poetę, mędrca wadzącego się z Bogiem, profetyka świadomego przyszłych losów Polski. Przejmujący, teatralny w formie monolog Holoubka w Wielkiej improwizacji przeszedł do historii polskiego aktorstwa.
Z wypowiedzi Konwickiego wynika, że w granej przez Gustawa Holoubka tajemniczej postaci w czamarze i czarnej pelerynie widział on samego Mickiewicza symbolicznie powracającego do Wilna: „Będzie użyta forma, do której jestem przywiązany i którą stale – jak gdyby podświadomie – stosuję. A więc duchowa wycieczka do kraju rodzinnego. Będzie to powrót Mickiewicza – jako upiora czy po prostu jako człowieka nie mogącego zasnąć w Paryżu – na Litwę”.
Nastrój filmu podkreśla nie tylko sceneria (np. obrzęd przywoływania duchów rozgrywa się na cmentarzu), ale też muzyka Zygmunta Koniecznego nagrana przez orkiestrę i chór Filharmonii Łódzkiej.
Plenerami były Wilno (Góra Trzykrzyska, bazylika archikatedralna, widok na kościół św. Anny i Bernardynów, klasztor Bazylianów, Ostra Brama, Cmentarz Na Rossie, Dziedziniec Wielki Uniwersytetu Wileńskiego i dziedziniec alumnatu, podwórze domu Adama Mickiewicza), Warszawa (m.in. Powązki, Archiwum Główne Akt Dawnych w Warszawie w Pałacu Raczyńskich przy ul. Długiej, Fort Włodzimierski, Zamek Królewski), Piotrków Trybunalski oraz Mała Wieś (ośrodek Urzędu Rady Ministrów).
Prapremiera filmu odbyła się w Moskwie, w miesiąc po pierwszych częściowo wolnych wyborach parlamentarnych w powojennej Polsce.
Opowieść o „Dziadach” Adama Mickiewicza. Lawa jest ostatnim filmem Tadeusza Konwickiego. „Siłą rzeczy już sama konstrukcja filmu kłóci się z wymogami hollywoodzkiego kina. A do tego jest to mówione wierszem. Wiersz – w wykonaniu moich aktorów – stanowi chyba podstawową wartość Dziadów, poza znaczeniem tekstu i jego pierwiastkami racjonalnymi. (...) Dopiero w trakcie realizacji zobaczyłem, że robię rzecz skazaną z góry na ograniczony odbiór. Oczywiście, to nigdy by mnie nie powstrzymało przed realizacją. Czułem wewnętrzny przymus, żeby to robić i pożegnać się w ten sposób z kinem” – mówił reżyser w 1989 roku.

## Obsada
- Gustaw Holoubek – Pustelnik-Gustaw (cz. IV), duch (prolog cz. III), Gustaw-Konrad (cz. III), poeta
- Artur Żmijewski – Gustaw–Konrad
- Teresa Budzisz-Krzyżanowska – Rollisonowa
- Maja Komorowska – guślarz
- Henryk Bista – Senator
- Jolanta Piętek-Górecka – Maryla (cz. IV), dziewczyna (scena dziadów, cz. II), dziewica („Widowisko”), anioł (scena z egzorcyzmami księdza Piotra), kobieta („Noc Dziadów”)
- Grażyna Szapołowska – anioł stróż (prolog cz. III), archanioł (scena z egzorcyzmami księdza Piotra)
- Janusz Michałowski – ksiądz Piotr
- Jan Nowicki – widmo na dziadach (cz. II), Belzebub („Sen Senatora”)
- Tadeusz Łomnicki – ksiądz (cz. IV), mężczyzna („Salon Warszawski”)
- Andrzej Łapicki – car
- Grażyna Staniszewska – Kmitowa
- Bohdan Ejmont – Bajkow
- Marek Bargiełowski – kapral
- Edward Lubaszenko – Pelikan
- Gustaw Lutkiewicz – doktor
- Ignacy Machowski – jenerał
- Piotr Fronczewski – Sobolewski
- Marek Kondrat – literat
- Andrzej Stockinger – hrabia
- Ewa Telega-Isajewicz – dama w „Salonie Warszawskim"
- Grażyna Wolszczak – sanitariuszka (scena dziadów), księżna („Bal u Senatora”)
- Adam Bauman – Adolf
- Jacek Bursztynowicz – ksiądz Lwowicz
- Ryszard Barycz – Mistrz Ceremonii
- Dariusz Biskupski – Pol
- Andrzej Ferenc – Żegota
- Andrzej Grabarczyk – Zenon Niemojewski
- Michał Juszczakiewicz – Adam Suzin
- Juliusz Berger – kamerjunkier („Salon Warszawski”), mężczyzna w salonie („Sen Senatora”)
- Mieczysław Kalenik – tańczący i starosta na balu u Senatora
- Marek Kępiński – drugi hrabia
- Piotr Kozłowski – Tomasz Zan („Scena Więzienna”), członek chóru młodzieży („Widowisko”)
- Marek Nowowiejski – Jan Jankowski
- Piotr Polk – Ludwik Nabielak
- Maciej Robakiewicz – Wysocki
- Andrzej Szenajch – mężczyzna grający w karty („Bal u Senatora”), kozak
- Wojciech Skibiński – diabeł
- Piotr Skarga – Cichowski
- Mieczysław Hryniewicz – literat
- Andrzej Blumenfeld – literat
- Karol Stępkowski – literat
- Piotr Szulkin – diabeł
- Krzysztof Ibisz – Adam Gurowski
- Maciej Szary – Antoni Frejend
- Grzegorz Gadziomski – Jakub
- Sławomir Jóźwik – jeden z młodych w „Salonie Warszawskim"
- Maria Mamona – gubernatorowa
- Jerzy Moes – adiutant cara
- Małgorzata Drozd – dama na balu u Senatora
- Tadeusz Somogi – gość na balu u Senatora
- Dariusz Dobkowski – lokaj na balu u Senatora
- Mariusz Leszczyński – lokaj na balu u Senatora
- Antoni Ostrouch – lokaj na balu u Senatora
- Jerzy Nowak – członek chóru (scena dziadów)
- Maciej Orłoś – członek chóru („Widowisko”), Feliks Kołakowski („Scena Więzienna”)
- Maciej Borniński – członek chóru
- Czesław Mroczek – lokaj na balu u Senatora
- Grzegorz Gierak – oficer w Salonie Warszawskim
- Jacek Domański – mężczyzna grający w karty
- Andrzej Grzybowski – mężczyzna grający w karty na Balu u Senatora
- Jan Pęczek – gość na balu u Senatora
- Małgorzata Prażmowska – Dama na Balu u Senatora
- Elżbieta Skrętowska – Dama na Balu u Senatora

## Nagrody
- 1989 – nominacja do nagrody za najlepszy film 14. Festiwalu Polskich Filmów Fabularnych w Gdyni (nagrody głównej na festiwalu nie przyznano)
- 1989 – Nagroda Wojewody Gdańskiego na XIV FPFF w Gdyni dla Tadeusza Konwickiego
- 1989 – Nagroda Muzeum Kinematografii w Łodzi na XIV FPFF w Gdyni dla Tadeusza Konwickiego
- 1989 – Don Kichot, nagroda Polskiej Federacji DKF na XIV FPFF w Gdyni dla Tadeusza Konwickiego
- 1989 – Syrenka Warszawska – nagroda Klubu Krytyki Filmowej Stowarzyszenia Dziennikarzy Polskich w kategorii filmu fabularnego dla Tadeusza Konwickiego
- 1990 – nominacja do nagrody za najlepszy film 15. Festiwalu Polskich Filmów Fabularnych w Gdyni
- 1990 – Nagroda Jury XV FPFF w Gdyni dla Tadeusza Konwickiego
- 1990 – nagroda XV FPFF w Gdyni za drugoplanową rolę męską dla Henryka Bisty
- 1990 – nagroda XV FPFF w Gdyni za muzykę dla Zygmunta Koniecznego
- 1990 – nagroda XV FPFF w Gdyni za dźwięk dla Mariusza Kuczyńskiego
- 1990 – nominacja do nagrody XV FPFF w Gdyni za drugoplanową rolę kobiecą dla Teresy Budzisz-Krzyżanowskiej
- 1990 – nominacja do nagrody XV FPFF w Gdyni za pierwszoplanową rolę męską dla Gustawa Holoubka
- 1990 – Don Kichot, nagroda Polskiej Federacji DKF dla Tadeusza Konwickiego
- 1990 – Nagroda Szefa Kinematografii za twórczość filmową w dziedzinie filmu fabularnego dla reżysera, Tadeusza Konwickiego
- 1990 – Nagroda Szefa Kinematografii za twórczość filmową w dziedzinie filmu fabularnego dla aktora, Gustawa Holoubka
- 1990 – Nagroda Szefa Kinematografii za twórczość filmową w dziedzinie filmu fabularnego dla aktora, Artura Żmijewskiego
- 1990 – Nagroda Szefa Kinematografii za twórczość filmową w dziedzinie filmu fabularnego dla twórcy scenografii, Allana Starskiego